# Splittingverfahren
Als Splittingverfahren werden Methoden zur Ermittlung der Einkommensteuer von Unterhaltsgemeinschaften bezeichnet. Dabei wird das Individualeinkommen von Personen, die überdurchschnittlich verdienen, steuerlich ganz oder teilweise anderen Personen der Unterhaltsgemeinschaft zugerechnet, die davon leben. 
Hintergrund ist die weltweit übliche Steuerprogression, die bewirkt, dass die Steuerlast stärker steigt als das Einkommen. Sie rechtfertigt sich durch das Leistungsfähigkeitsprinzip: wer viel verdient, kann einen höheren Anteil seines Einkommens entbehren, als jemand der wenig verdient.
Da sich bei Unterhaltsgemeinschaften (insb. Familien) das Einkommen des Hauptverdieners oft auf mehrere Köpfe verteilt, ist die Leistungsfähigkeit der gesamten Unterhaltsgemeinschaft jedoch geringer, als es der isolierte Blick auf den Hauptverdiener vermuten ließe. Allen Splittingverfahren ist gemeinsam, dass sie versuchen, diesen Nachteil ganz oder teilweise auszugleichen.
Bekannte Beispiele sind das deutsche Ehegattensplitting und das französische Familiensplitting. Auch in anderen Bereichen des Abgabenrechts und ohne Progression können Splittingverfahren Verwendung finden. 
So läuft z. B. die Familienversicherung in der deutschen  gesetzlichen Krankenversicherung nur für diejenigen Ehepaare auf ein Splitting hinaus, deren gesamte Familieneinkommen nicht höher liegt als die Beitragsbemessungsgrenze: in diesem Bereich der Einkommen bewirkt die „Beitragsfreiheit“ der einkommenslosen Mitglieder (z. B. Ehepartner, Kinder), dass es keinen Unterschied macht, wie sich innerhalb der Familie das Einkommen verteilt. Ohne dieses Splitting würde die Alleinverdienerfamilie bei gleicher Leistungsfähigkeit mehr Beiträge bezahlen. Sofern jedoch das gesamte Familieneinkommen höher liegt als die Beitragsbemessungsgrenze, handelt es sich nicht mehr um ein Splitting, sondern um ein Verfahren, das bei gleichem Familieneinkommen eine Alleinverdienerfamilie deutlich besser stellt als eine Familie mit zwei ungefähr gleich verdienenden Ehepartnern: bei gleichem Familieneinkommen, sofern es über der Bemessungsgrenze liegt, zahlen in Ein- und in Zweiverdienerehen unterschiedlich hohe Beiträge, da die insgesamt fälligen Beiträge von der Verteilung des Einkommens auf die Ehepartner abhängen. Einkommen von Alleinverdienerehen wird nur bis zur Höhe einer Beitragsbemessungsgrenze berücksichtigt, Einkommen von einkommensgleichverteilten Zweiverdienerehen aber bis zur Höhe der doppelten Beitragsbemessungsgrenze.